# Солефтео
Солефтео (на шведски: Sollefteå) е град в централната част на източна Швеция, около река Онгерманелвен. Намира се в лен Вестернорланд. Главен административен център е на едноименната община Солефтео. Първите сведения за града датират като селище от 1270 г. През 1902 г. получава статут на град (на шведски шьопинг). Шосеен транспортен възел. Има жп гара. Население 8562 жители (2010 г.). Солефтео е един от 133-те града на Швеция, които имат статут на исторически градове.

## Личности
Родени
- Ингрид Тюлин (1926 – 2004), шведска киноактриса